# 2016 w boksie

## Lista zawodowych mistrzów świata na 31 grudnia 2016
| Kategoria       | WBA                                                                     | WBC                                  | IBF                                   | WBO                                  | IBO                                  |
| Słomkowa        | Thammanoon Niyomtrong · Tajlandia                                       | Chayaphon Moonsri · Tajlandia        | José Argumedo · Meksyk                | Katsunari Takayama · Japonia         | Simphiwe Khonco · Południowa Afryka  |
| Junior musza    | Ryoichi Taguchi · Japonia                                               | Ganigan López · Meksyk               | Akira Yaegashi · Japonia              | Kōsei Tanaka · Japonia               | wakat                                |
| Musza           | Kazuto Ioka · Japonia                                                   | wakat                                | John Riel Casimero · Filipiny         | Zou Shiming · Chiny                  | Moruti Mthalane · Południowa Afryka  |
| Junior kogucia  | Khalid Yafai · Wielka Brytania                                          | Román González · Nikaragua           | Jerwin Ancajas · Filipiny             | Naoya Inoue · Japonia                | Gideon Buthelezi · Południowa Afryka |
| Kogucia         | Rau’shee Warren · Stany Zjednoczone · Jamie McDonnell · Wielka Brytania | Shinsuke Yamanaka · Japonia          | Lee Haskins · Wielka Brytania         | Marlon Tapales · Filipiny            | Rau’shee Warren · Stany Zjednoczone  |
| Junior piórkowa | Guillermo Rigondeaux · Kuba · Nehomar Cermeño · Wenezuela               | Hozumi Hasegawa · Japonia            | Yakinori Oguni · Japonia              | Jessie Magdaleno · Stany Zjednoczone | Moises Flores · Meksyk               |
| Piórkowa        | Carl Frampton · Wielka Brytania · Abner Mares · Meksyk                  | Gary Russell Jr. · Stany Zjednoczone | Lee Selby · Wielka Brytania           | Óscar Valdez · Meksyk                | Lusanda Komanisi · Południowa Afryka |
| Junior lekka    | Jezreel Corrales · Panama · Jason Sosa · Portoryko                      | Francisco Vargas · Meksyk            | José Pedraza · Portoryko              | Wasyl Łomaczenko · Ukraina           | Malcolm Klassen · Południowa Afryka  |
| Lekka           | Jorge Linares · Wenezuela                                               | Dejan Zlatičanin · Czarnogóra        | Robert Easter Jr. · Stany Zjednoczone | Terry Flanagan · Wielka Brytania     | Emmanuel Tagoe · Ghana               |
| Lekkopółśrednia | Ricky Burns · Wielka Brytania                                           | Terence Crawford · Stany Zjednoczone | Julius Indongo · Namibia              | Terence Crawford · Stany Zjednoczone | Julius Indongo · Namibia             |
| Półśrednia      | Keith Thurman · Stany Zjednoczone                                       | Danny García · Stany Zjednoczone     | Kell Brook · Wielka Brytania          | Manny Pacquiao · Filipiny            | Tsiko Mulovhedzi · Południowa Afryka |
| Lekkośrednia    | Erislandy Lara · Kuba                                                   | Jermell Charlo · Stany Zjednoczone   | Jermall Charlo · Stany Zjednoczone    | Saúl Álvarez · Meksyk                | Erislandy Lara · Kuba                |
| Średnia         | Giennadij Gołowkin · Kazachstan · Daniel Jacobs · Stany Zjednoczone     | Giennadij Gołowkin · Kazachstan      | Giennadij Gołowkin · Kazachstan       | Billy Joe Saunders · Wielka Brytania | Giennadij Gołowkin · Kazachstan      |
| Superśrednia    | Tyron Zeuge · Niemcy                                                    | Badou Jack · Szwecja                 | James DeGale · Wielka Brytania        | Gilberto Ramírez · Meksyk            | Renold Quinlan · Australia           |
| Półciężka       | Andre Ward · Stany Zjednoczone · Nathan Cleverly · Wielka Brytania      | Adonis Stevenson · Kanada            | Andre Ward · Stany Zjednoczone        | Andre Ward · Stany Zjednoczone       | Umar Salamov · Rosja                 |
| Junior ciężka   | Dienis Lebiediew · Rosja · Bejbut Szumenow · Kazachstan                 | Tony Bellew · Wielka Brytania        | Murat Gassijew · Rosja                | Ołeksandr Usyk · Ukraina             | Marco Huck · Niemcy                  |
| Ciężka          | wakat                                                                   | Deontay Wilder · Stany Zjednoczone   | Anthony Joshua · Wielka Brytania      | Joseph Parker · Nowa Zelandia        | wakat                                |

## Styczeń
9 stycznia 
- Offenburg – Giovanni De Carolis zdobył tytuł mistrza świata WBA w kategorii superśredniej po pokonaniu Vincenta Feigenbutza przez techniczny nokaut w 11. rundzie[1].

 16 stycznia 
- Nowy Jork – Deontay Wilder obronił tytuł mistrza świata WBC w kategorii ciężkiej wygrywając przez nokaut w 9. rundzie z Arturem Szpilką[2].
Charles Martin zdobył wakujący tytuł mistrza świata IBF w wadze ciężkiej wygrywając wskutek kontuzji w 3. rundzie z Wjaczesławem Hłazkowem[3].

 23 stycznia 
- Los Angeles – Danny García zdobył wakujący tytuł mistrza świata WBC w kategorii półśredniej wygrywając na punkty z Robertem Guerrero[4].

 30 stycznia 
- Montreal – Siergiej Kowalow obronił tytuły supermistrza świata WBA oraz mistrza świata IBF i WBO w kategorii półciężkiej wygrywając przez poddanie w 7. rundzie z  Jeanem Pascalem[5].

## Luty
12 lutego 
- Nakhon Ratchasima – Pungluang Sor Singyu obronił tytuł mistrza świata WBO w kategorii koguciej wygrywając przez techniczną decyzję w 7. rundzie z Jetro Pabustanem.

 14 lutego 
- Warszawa – zmarł Wiesław Rudkowski, wicemistrz olimpijski z 1972 i mistrz Europy z 1975[6].

 20 lutego 
- Oberhausen – Felix Sturm zdobył tytuł supermistrza świata WBA w wadze superśredniej po niejednogłośnej wygranej na punkty z Fiodorem Czudinowem[7].
- Legionowo – Mike Mollo wygrał przez nokaut w 1. rundzie z Krzysztofem Zimnochem[8].

 27 lutego 
- Manchester – Carl Frampton zdobył tytuł supermistrza świata WBA i obronił tytuł mistrza świata IBF w kategorii junior piórkowej wygrywając niejednogłośnie na punkty ze Scottem Quiggiem[9].
- Halle – Marco Huck zdobył tytuł mistrza świata IBO w kategorii junior ciężkiej wygrywając przez poddanie w 10. rundzie z Ola Afolabim[10].
- Nowy Jork – Terence Crawford obronił tytuł mistrza świata WBO w kategorii lekkopółśredniej wygrywając przez techniczny nokaut w 5. rundzie z Henrym Lundym[11].
- Anaheim – Hugo Ruiz zdobył tytuł mistrza świata WBC w kategorii junior piórkowej wygrywając przez nokaut w 1. rundzie z obrońcą pasa Julio Ceją.
Leo Santa Cruz obronił tytuł supermistrza świata WBA w kategorii piórkowej wygrywając przez nokaut w 5. rundzie z Kiko Martínezem[12].

## Marzec
3 marca 
- Nakhon Ratchasima – Chayaphon Moonsri obronił tytuł mistrza świata WBC w kategorii słomkowej wygrywając przez techniczny nokaut w 5. rundzie z Go Odairą z Japonii.

 4 marca 
- Kioto – Shinsuke Yamanaka obronił tytuł mistrza świata WBC w kategorii koguciej wygrywając na punkty z Liborio Solísem[13].
Ganigan López zdobył tytuł mistrza świata WBC w kategorii junior muszej po pokonaniu niejednogłośnie na punkty obrońcy pasa Yu Kimury[13].

 5 marca 
- Grozny – Lucas Browne zdobył tytuł mistrza świata WBA w kategorii ciężkiej wygrywając przez techniczny nokaut w 10. rundzie z Ruslanem Chagayevem[14].
- Waszyngton – Jessie Vargas zdobył wakujący tytuł mistrza świata WBO w kategorii półśredniej wygrywając przez techniczny nokaut w 9. rundzie z Sadamem Alim[15].
Luis Ortiz znokautował w 6. rundzie Tony’ego Thompsona[16].
- Arras – Thomas Masson obronił tytuł mistrza Europy (EBU) w kategorii muszej wygrywając na punkty z Angelem Moreno z Hiszpanii.

 11 marca 
- Caracas – zmarł Gilberto Mendoza, wieloletni prezydent World Boxing Association[17].

 12 marca 
- Neubrandenburg – Jürgen Brähmer obronił tytuł mistrza świata WBA w kategorii półciężkiej wygrywając na punkty z Eduardem Gutknechtem[18].
- Liverpool – Terry Flanagan obronił tytuł mistrza świata WBO w kategorii lekkiej wygrywając na punkty z Derrym Mathewsem[19].
- Levallois-Perret – Cédric Vitu obronił tytuł mistrza Europy (EBU) w kategorii lekkośredniej wygrywając przez techniczny nokaut w 4. rundzie z Rubenem Varonem z Hiszpanii[20].
Igor Michałkin obronił tytuł mistrza Europy (EBU) w kategorii półciężkiej wygrywając na punkty z Patrickiem Boisem z Francji.

 18 marca 
- Espoo – Edis Tatli obronił tytuł mistrza Europy (EBU) w kategorii lekkiej wygrywając na punkty z Massimiliano Ballisai z Włoch.

 19 marca 
- Kempton Park – Byron Rojas zdobył tytuł supermistrza świata WBA w kategorii słomkowej po pokonaniu na punkty obrońcy pasa Hekkiego Budlera[21].

 26 marca 
- Sheffield – Kell Brook obronił tytuł mistrza świata IBF w kategorii półśredniej wygrywając przez techniczny nokaut w 2. rundzie z Kevinem Bizierem[22].
- Oakland – Andre Ward pokonał na punkty Sullivana Barrerę w wadze półciężkiej[23].

## Kwiecień
2 kwietnia 
- Kraków – Éric Molina pokonał przez nokaut w 10. rundzie Tomasza Adamka[24].
Andrzej Wawrzyk pokonał przez techniczny nokaut w 7. rundzie Marcina Rekowskiego[25].
Michał Cieślak wygrał przez techniczny nokaut w 4. rundzie z Francisco Palaciosem[26].
Michał Syrowatka wygrał na punkty z Rafałem Jackiewiczem[27].
Mateusz Masternak wygrał na punkty z Erikiem Fieldsem[28].
- Liverpool – Callum Smith zdobył tytuł mistrza Europy (EBU) w kategorii superśredniej wygrywając przez techniczny nokaut w 1. rundzie z dotychczasowym mistrzem Hadillahem Mohoumadim.

 8 kwietnia 
- Moskwa – Eduard Trojanowski obronił tytuły mistrza świata IBF i IBO w kategorii lekkopółśredniej wygrywając przez techniczny nokaut w 7. rundzie z Césarem René Cuencą[29].

 9 kwietnia 
- Londyn – Anthony Joshua zdobył tytuł mistrza świata IBF w kategorii ciężkiej wygrywając przez nokaut w 2. rundzie z Charlesem Martinem[30].
Lee Selby obronił tytuł mistrza świata IBF w kategorii piórkowej wygrywając na punkty z Erikiem Hunterem[31].
Jamie McDonnell obronił tytuł mistrza świata WBA w kategorii koguciej wygrywając przez techniczny nokaut w 9. rundzie z Fernando Vargasem[32].
- Las Vegas – Gilberto Ramírez zdobył tytuł mistrza świata WBO w wadze superśredniej po pokonaniu na punkty Arthura Abrahama[33].
Manny Pacquiao pokonał jednogłośnie na punkty Timothy’ego Bradleya[34].

 10 kwietnia 
- Piotrków Trybunalski – zmarł Henryk Średnicki, mistrz świata z 1978 i mistrz Europy z 1977 i 1979[35].

 16 kwietnia 
- Nowy Jork – Krzysztof Głowacki obronił tytuł mistrza świata WBO w wadze junior ciężkiej pokonując na punkty Steve’a Cunninghama[36].
- Ledyard – José Pedraza obronił tytuł mistrza świata IBF w wadze junior lekkiej pokonując na punkty Stephena Smitha.
Gary Russell Jr. obronił tytuł mistrza świata WBC w wadze piórkowej wygrywając przez techniczny nokaut w 2. rundzie z Patrickiem Hylandem[37].

 22 kwietnia 
- Florencja – Leonard Bundu zdobył wakujący tytuł mistrza Europy (EBU) w kategorii półśredniej po pokonaniu przez techniczny nokaut w 9. rundzie Jussiego Koivuli z Finlandii.

 23 kwietnia 
- Inglewood – Giennadij Gołowkin obronił tytuły supermistrza świata WBA oraz mistrza świata IBF i IBO w kategorii średniej pokonując przez nokaut w 2. rundzie Dominica Wade’a[38].
Román González obronił tytuł mistrza świata WBC w wadze muszej po pokonaniu na punkty McWilliamsa Arroyo[39].
- Cebu City – Nonito Donaire obronił tytuł mistrza świata WBO w kategorii junior piórkowej wygrywając przez techniczny nokaut w 3. rundzie z Zsoltem Bedákiem[40].
- Los Mochis – Carlos Cuadras obronił tytuł mistrza świata WBC w kategorii junior koguciej wygrywając przez poddanie w 8. rundzie z Richiem Mepranumem z Filipin.

 27 kwietnia 
- Tokio – Ryoichi Taguchi obronił tytuł mistrza świata WBA w kategorii junior muszej wygrywając przez poddanie w 11. rundzie z Juanem José Landaetą.
Kōhei Kōno obronił tytuł mistrza świata WBA w kategorii junior koguciej wygrywając na punkty z Inthanonem Sithchamuangiem.
Jezreel Corrales zdobył tytuł supermistrza świata WBA w kategorii junior lekkej wygrywając przez nokaut w 2. rundzie z Takashim Uchiyamą[41].

 30 kwietnia 
- Waszyngton – James DeGale obronił tytuł mistrza świata IBF w kategorii superśredniej wygrywając na punkty z Rogelio Mediną[42].
Badou Jack zremisował z Lucianem Bute i utrzymał tytuł mistrza świata WBC w kategorii w wadze superśredniej[43].
- Władze WBA przywróciły tytuł supermistrza świata w kategorii junior piórkowej Guillermo Rigondeaux[44].

## Maj
7 maja 
- Las Vegas – Saúl Álvarez obronił tytuł mistrza świata WBC w wadze średniej po znokautowaniu w 6. rundzie Amira Khana[45].
- Manchester – Anthony Crolla obronił tytuł mistrza świata WBA w wadze lekkiej wygrywając przez nokaut w 7. rundzie z Ismaelem Barroso[46].
- Hamburg – Kubrat Pulew zdobył wakujący tytuł mistrza Europy (EBU) w kategorii ciężkiej wygrywając niejednogłośnie na punkty z Dereckiem Chisorą[47].

 8 maja 
- Tokio – Akira Yaegashi obronił tytuł mistrza świata IBF w wadze junior muszej wygrywając niejednogłośnie na punkty z Martinem Tecuapetlą z Meksyku.
Naoya Inoue obronił tytuł mistrza świata WBO w wadze junior koguciej wygrywając jednogłośnie na punkty z Davidem Carmoną[48].

 14 maja 
- Cardiff – Lee Haskins obronił tytuł mistrza świata IBF w wadze koguciej wygrywając na punkty z Ivánem Moralesem[49].

 19 maja 
- Saúl Álvarez zrezygnował z tytułu mistrza świata WBC w wadze średniej. Dotychczasowy mistrz tymczasowy – Giennadij Gołowkin został pełnoprawnym mistrzem[50].

 21 maja 
- Moskwa – Dienis Lebiediew obronił tytuł mistrza świata WBA i zdobył tytuł mistrza świata IBF w wadze junior ciężkiej wygrywając przez techniczny nokaut w 2. rundzie z Victorem Emilio Ramírezem i zostając tym samym supermistrzem WBA w tej kategorii[51].
- Las Vegas – Bejbut Szumenow zdobył wakujący (po uzyskaniu przez Lebiediewa tytułu supermistrza) tytuł mistrza świata WBA w wadze junior ciężkiej wygrywając przez techniczny nokaut w 10. rundzie z Juniorem Anthonym Wrightem[52].
Erislandy Lara obronił tytuł mistrza świata WBA w kategorii lekkośredniej po pokonaniu na punkty Vanesa Martirosyana[53].
Jermell Charlo zdobył wakujący tytuł mistrza świata WBC w wadze lekkośredniej po zwycięstwie przez nokaut w 8. rundzie nad Johnem Jacksonem.
Jermall Charlo obronił tytuł mistrza świata IBF w wadze lekkośredniej po pokonaniu na punkty Austina Trouta[54].
- Władze WBA uznały walkę Lucasa Browne’a z Ruslanem Chagayevem za nieodbytą i przywróciły tytuł mistrza w wadze ciężkiej Chagayevovi[55].

 25 maja 
- Pekin – John Riel Casimero zdobył tytuł mistrza świata IBF w wadze muszej wygrywając przez nokaut w 4. rundzie z obrońcą pasa Amnatem Ruenroengiem[56].

 27 maja 
- Paryż – Mehdi Amar zdobył wakujący tytuł mistrza Europy (EBU) w kategorii półciężkiej wygrywając jednogłośnie na punkty z Serhijem Demczenko z Ukrainy[57].

 28 maja 
- Bacolod – Donnie Nietes obronił tytuł mistrza świata WBO w wadze junior muszej wygrywając przez poddanie w 5. rundzie z Raúlem Garcíą[58].
- Glasgow – Ricky Burns zdobył wakujący tytuł mistrza świata WBA w kategorii lekkopółśredniej wygrywając przez techniczny nokaut w 8. rundzie z Michele di Rocco[59].
- Liverpool – Tony Bellew zdobył wakujący tytuł mistrza świata WBC w wadze junior ciężkiej wygrywając przez techniczny nokaut w 3. rundzie z Ilungą Makabu[60].

## Czerwiec
3 czerwca 
- Scottsdale – zmarł Muhammad Ali, trzykrotny zawodowy mistrz świata wagi ciężkiej[61].
- Hollywood – Rances Barthelemy obronił tytuł mistrza świata IBF w wadze lekkiej po niejednogłośnej wygranej na punkty z Mickeyem Beyem[62].

 4 czerwca 
- Liverpool – Liam Smith obronił tytuł mistrza świata WBO w wadze lekkośredniej wygrywając przez nokaut w 2. rundzie z Predragiem Radoseviciem[63].
Karim Guerfi zdobył tytuł mistrza Europy (EBU) w kategorii koguciej wygrywając przez techniczny nokaut w 3. rundzie z dotychczasowym mistrzem  Ryanem Farragiem.
- Carson – Francisco Vargas obronił tytuł mistrza świata WBC w wadze junior lekkiej remisując z Orlando Salido[64].

 10 czerwca 
- Bethnal Green – Dmytro Kuczer zdobył wakujący tytuł mistrza Europy (EBU) w wadze junior ciężkiej wygrywając przez techniczny nokaut w 1. rundzie z  Enzo Maccarinellim[65].

 11 czerwca 
- Nowy Jork – Wasyl Łomaczenko zdobył tytuł mistrza świata WBO w wadze junior lekkiej wygrywając przez nokaut w 5. rundzie z obrońcą pasa Románem Martínezem[66].
- Verona – Dejan Zlatičanin zdobył wakujący pas mistrza świata WBC w wadze lekkiej wygrywając przez techniczny nokaut w 3. rundzie z Franklinem Mamanim z Boliwii[67].

 18 czerwca 
- Chicago – Rau’shee Warren zdobył tytuł supermistrza świata WBA w kategorii koguciej wygrywając niejednogłośnie na punkty z obrońcą pasa Juanem Carlosem Payano.
Joe Smith Jr. znokautował w 1. rundzie Andrzeja Fonfarę[68].
Maciej Sulęcki pokonał przez techniczny nokaut w 10. rundzie Hugona Centeno Jra[69].

 24 czerwca 
- Pekin – Nehomar Cermeño zdobył wakujący tytuł mistrza świata WBA w wadze junior piórkowej wygrywając przez techniczny nokaut w 12. rundzie z Qiu Xiaojun.
Jason Sosa zdobył tytuł mistrza świata WBA w wadze junior lekkiej wygrywając przez techniczny nokaut w 11. rundzie z obrońcą pasa Javierem Fortuną.

 25 czerwca 
- Londyn – Anthony Joshua obronił tytuł mistrza świata IBF w wadze ciężkiej wygrywając przez techniczny nokaut w 7. rundzie z Dominicem Breazeale’em[70].
- Nowy Jork – Keith Thurman obronił tytuł mistrza świata WBA w kategorii półśredniej wygrywając na punkty z Shawnem Porterem[71].

 29 czerwca 
- Khon Kaen – Thammanoon Niyomtrong zdobył tytuł mistrza świata WBA w wadze słomkowej wygrywając na punkty z Byronem Rojasem.

## Lipiec
1 lipca 
- Tepic – José Argumedo obronił tytuł mistrza świata IBF w kategorii słomkowej wygrywając jednogłośnie na punkty z Julio Mendozą.

 2 lipca 
- Meksyk – Ganigan López obronił tytuł mistrza świata WBC w kategorii junior lekkiej wygrywając jednogłośnie na punkty z Jonathanem Taconingiem.

 11 lipca 
- Jekaterynburg – Siergiej Kowalow obronił tytuły supermistrza świata WBA oraz mistrza świata IBF i WBO w kategorii półciężkiej wygrywając jednogłośnie na punkty z Isaacem Chilembą[72].

 16 lipca 
- Birmingham – Deontay Wilder obronił tytuł mistrza świata WBC w wadze ciężkiej wygrywając przez poddanie w 9. rundzie z Chrisem Arreolą[73].
- Berlin – Giovanni De Carolis zachował tytuł mistrza świata WBA w wadze superśredniej po remisie z Tyronem Zeuge[74].
- Cardiff – Terry Flanagan obronił tytuł mistrza świata WBO w kategorii lekkiej po pokonaniu jednogłośnie na punkty Mzonke’a Fany[75].
Guillermo Rigondeaux obronił tytuł supermistrza świata WBA w kategorii junior piórkowej wygrywając przez poddanie w 2. rundzie z Jamesem Dickensem[76].

 20 lipca 
- Osaka – Kazuto Ioka obronił tytuł mistrza świata WBA w wadze muszej wygrywając przez nokaut w 11. rundzie z Kayvinem Larą.
Jonathan Guzmán zdobył wakujący tytuł mistrza świata IBF w kategorii junior piórkowej wygrywając przez techniczny nokaut w 11. rundzie z Shingo Wake[77].

 22 lipca 
- Leganés – Rubén Nieto obronił tytuł mistrza Europy (EBU) w wadze lekkopółśredniej wygrywając przez techniczny nokaut w 7. rundzie z Nicolasem Gonzálezem z Hiszpanii.

 23 lipca 
- Las Vegas – Terence Crawford obronił tytuł mistrza świata WBO i zdobył tytuł mistrza świata WBC w wadze lekkopółśredniej wygrywając jednogłośnie na punkty z Wiktorem Postołem[78].
Óscar Valdez zdobył wakujący tytuł mistrza świata WBO w kategorii piórkowej wygrywając przez techniczny nokaut w 2. rundzie z Mathiasem Ruedą[79].

 27 lipca 
- Ayutthaya – Marlon Tapales zdobył tytuł mistrza świata WBO w wadze koguciej wygrywając przez nokaut w 11. rundzie z Pungluangiem Sorem Singyu.

 29 lipca 
- Quebec – Adonis Stevenson obronił tytuł mistrza świata WBC w kategorii półciężkiej wygrywając przez nokaut w 11. rudzie z Thomasem Williamsem Jrem[80].

 30 lipca 
- Nowy Jork – Carl Frampton zdobył tytuł supermistrza świata WBA w wadze piórkowej wygrywając niejednogłośnie na punkty z Leo Santa Cruzem[81].

## Sierpień
2 sierpnia 
- Chon Buri – Chayaphon Moonsri obronił tytuł mistrza świata WBC w kategorii słomkowej wygrywając jednogłośnie na punkty z Saúlem Juárezem.

 6-21 sierpnia 
- Rio de Janeiro – na igrzyskach olimpijskich rozegrano turniej bokserski. Najwięcej medali zdobyła reprezentacja Uzbekistanu (3 złote, 2 srebrne i 2 brązowe)[82].

 13 sierpnia 
- Savonlinna – Edis Tatli obronił tytuł mistrza Europy (EBU) w kategorii lekkiej wygrywając jednogłośnie na punkty z Cristianem Moralesem z Hiszpanii.

 20 sierpnia 
- Sanda – Katsunari Takayama zdobył wakujący tytuł mistrza świata WBO w kategorii słomkowej pokonując przez techniczną decyzję w 6. rundzie Riku Kano[83].

 31 sierpnia 
- Tokio – Luis Concepción zdobył tytuł mistrza świata WBA w wadze junior koguciej wygrywając jednogłośnie na punkty z obrońcą tytułu Kōhei Kōno.
Ryoichi Taguchi obronił tytuł mistrza świata WBA w wadze junior muszej wygrywając jednogłośnie na punkty z Ryō Miyazakim[84].

## Wrzesień
3 września 
- Taguig – Jerwin Ancajas zdobył tytuł mistrza świata IBF w wadze junior koguciej wygrywając jednogłośnie na punkty z obrońcą tytułu McJoe Arroyo[85].

 4 września 
- Zama – Naoya Inoue obronił tytuł mistrza świata WBO w wadze junior koguciej wygrywając przez nokaut w 10. rundzie z Karoonem Jarupianlerdem[86].

 7 września 
- Lake Elsinore – zmarł Bobby Chacon, zawodowy mistrz świata kategorii piórkowej i junior lekkiej[87].

 8 września 
- Odessa – zmarł Roman Romanczuk, ukraiński i rosyjski bokser, amatorski wicemistrz świata z 2005[88].

 9 września 
- Moskwa – Eduard Trojanowski obronił tytuł mistrza świata IBF w wadze lekkopółśredniej wygrywając przez techniczny nokaut w 2. rundzie z Keitą Obarą[89].
- Reading – Robert Easter Jr. zdobył wakujący tytuł mistrza świata IBF w wadze lekkiej pokonując niejednogłośnie na punkty Richarda Commeya.
Daniel Jacobs obronił pas mistrza świata WBA w wadze średniej wygrywając przez techniczny nokaut w 7. rundzie z Sergio Morą[90].

 10 września 
- Greenwich – Giennadij Gołowkin obronił tytuły mistrza świata WBC, IBF i IBO w wadze średniej wygrywając przez techniczny nokaut w 5. rundzie z Kellem Brookiem[91].
Lee Haskins obronił tytuł mistrza świata IBF w wadze koguciej pokonując jednogłośnie na punkty Stuarta Halla.
John Riel Casimero obronił tytuł mistrza świata IBF w wadze muszej wygrywając przez techniczny nokaut w 10. rundzie z Charliem Edwardsem[92].
- Inglewood – Román González zdobył tytuł mistrza świata WBC w wadze junior koguciej po pokonaniu jednogłośnie na punkty dotychczasowego mistrza Carlosa Cuadrasa[93].

 15 września 
- – Juan Francisco Estrada zrzekł się tytułów supermistrza świata WBA i mistrza świata WBO w wadze muszej[94].

 16 września 
- Osaka – Hozumi Hasegawa zdobył tytuł mistrza świata WBC w wadze junior piórkowej wygrywając przez poddanie w 9. rundzie z obrońcą pasa Hugonem Ruizem.
Shinsuke Yamanaka obronił tytuł mistrza świata WBC w wadze koguciej wygrywając przez techniczny nokaut w 7. rundzie z Anselmo Moreno[95].

 17 września 
- Gdańsk – Ołeksandr Usyk zdobył tytuł mistrza świata WBO w wadze junior ciężkiej wygrywając jednogłośnie na punkty z dotychczasowym mistrzem Krzysztofem Głowackim[96].
- Arlington – Saúl Álvarez zdobył tytuł mistrza świata WBO w wadze junior średniej pokonując przez nokaut w 9. rundzie obrońcę tytułu Liama Sitha[97].

 24 września 
- Manchester – Jorge Linares zdobył tytuł mistrza świata WBA w wadze lekkiej wygrywając jednogłośnie na punkty z obrońcą pasa Anthonym Crollą[98].

 30 września 
- Wenzhou – Nehomar Cermeño obronił tytuł mistrza świata WBA w wadze junior piórkowej wygrywając przez nokaut w 3. rundzie z Anurakiem Thisą.

## Październik
1 października 
- Neubrandenburg – Nathan Cleverly zdobył tytuł mistrza świata WBA w wadze półciężkiej wygrywając przez poddanie w 6. rundzie z obrońcą tytułu Jürgenem Brähmerem[99].

 5 października 
- – Felix Sturm zrzekł się tytułu supermistrza świata WBA w wadze superśredniej[100].

 7 października 
- Glasgow – Ricky Burns obronił tytuł mistrza świata WBA w wadze lekkopółśredniej wygrywając jednogłośnie na punkty z Kiriłłem Relichem[101].

 9 października 
- Cincinnati – zmarł Aaron Pryor, były zawodowy mistrz świata kategorii lekkopółśredniej[102].

 13 października 
- – Tyson Fury zrzekł się tytułów supermistrza świata WBA i mistrza świata WBO w wadze ciężkiej[103].

 15 października 
- Manchester – Tony Bellew obronił tytuł mistrza świata WBC w wadze junior ciężkiej wygrywając przez techniczny nokaut w 3. rundzie z BJ Floresem[104].
- Frederikshavn – Dennis Ceylan zdobył wakujący tytuł mistrza Europy (EBU) w kategorii piórkowej po wygranej niejednogłośnie na punkty z Ryanem Walshem[105].

## Listopad
5 listopada 
- Poczdam – Tyron Zeuge zdobył tytuł mistrza świata WBA w wadze superśredniej wygrywając przez nokaut w 12. rundzie z obrońcą tytułu Giovannim De Carolisem[106].
- Las Vegas – Manny Pacquiao zdobył tytuł mistrza świata WBO w wadze półśredniej pokonując jednogłośnie na punkty obrońcę tytułu Jessie Vargasa[107].
Zou Shiming zdobył wakujący tytuł mistrza świata WBO w wadze muszej po zwycięstwie jednogłośnie na punkty nad Prasitsakiem Pharomem[108].
Jessie Magdaleno zdobył tytuł mistrza świata WBO w wadze junior piórkowej wygrywając jednogłośnie na punkty z obrońcą tytułu Nonito Donaire[109].
Óscar Valdez obronił tytuł mistrza świata WBO w kategorii piórkowej wygrywając przez techniczny nokaut w 7. rundzie z Hiroshige Osawą[110].

 9 listopada 
- – zmarł Jack Bodell, były zawodowy mistrz Europy w wadze ciężkiej[111].

 10 listopada 
- Paryż – Guillaume Frenois zdobył wakujący tytuł mistrza Europy (EBU) w kategorii junior lekkiej po wygranej jednogłośnie na punkty z Samirem Zianim.

 12 listopada 
- Monte Carlo – Luis Ortiz pokonał jednogłośnie na punkty Malika Scotta[112].
Jamie McDonnell obronił tytuł mistrza świata WBA w kategorii koguciej wygrywając jednogłośnie na punkty z Liborio Solísem.
Jason Sosa obronił tytuł mistrza świata WBA w wadze junior lekkiej wygrywając jednogłośnie na punkty ze Stephenem Smithem[113].
- Magdeburg – Robert Stieglitz zdobył tytuł mistrza Europy (EBU) w kategorii półciężkiej po wygranej jednogłośnie na punkty z obrońcą pasa Mehdim Amarem[114].
- Ciudad Valles – José Argumedo obronił tytuł mistrza świata IBF w kategorii słomkowej wygrywając przez nokaut w 3. rundzie z José Antonio Jiménezem[115].

 14-19 listopada 
- Sokółka – odbyły się mistrzostwa Polski w boksie[116][117].

 16 listopada 
- Mount Vernon – zmarł Alex Stewart, czołowy bokser wagi ciężkiej w latach 90. XX wieku[118].

 19 listopada 
- Las Vegas – Andre Ward zdobył tytuły supermistrza świata WBA oraz mistrza świata IBF i WBO w kategorii półciężkiej wygrywając jednogłośnie na punkty z obrońcą pasów Siergiejem Kowalowem[119].

 26 listopada 
- Cardiff – Terry Flanagan obronił tytuł mistrza świata WBO w kategorii lekkiej wygrywając przez techniczny nokaut w 8. rundzie z Orlando Cruzem[120].
- Las Vegas – Wasyl Łomaczenko obronił tytuł mistrza świata WBO w kategorii junior lekkiej wygrywając przez poddanie w 7. rundzie z Nicholasem Waltersem[121].

 28 listopada 
- Camagüey – zmarł Adolfo Horta, wicemistrz olimpijski i trzykrotny amatorki mistrz świata[122].

## Grudzień
2 grudnia 
- Las Palmas – Abigail Medina zdobył wakujący tytuł mistrza Europy (EBU) w wadze junior piórkowej wygrywając jednogłośnie na punkty z Jeremym Parodim.
Ceferino Rodriguez zdobył wakujący tytuł mistrza Europy (EBU) w wadze półśredniej wygrywając niejednogłośnie na punkty z Ahmedem El Mousaouim.

 3 grudnia 
- Moskwa – Julius Indongo zdobył tytuł mistrza świata IBF w wadze lekkopółśredniej wygrywając przez nokaut w 1. rundzie z obrońcą tytułu Eduardem Trojanowskim[123].
Murat Gassijew zdobył tytuł mistrza świata IBF w wadze junior ciężkiej wygrywając niejednogłośnie na punkty z obrońcą tytułu Dienisem Lebiediewem[124].
Dmitrij Kudriaszow (waga junior ciężka) pokonał przez nokaut w 1. rundzie Santandera Silgado[125].
Maksim Własow (waga junior ciężka) pokonał przez techniczny nokaut w 7. rundzie Rachima Czachkijewa[126].
- Paisley – Billy Joe Saunders obronił tytuł mistrza świata WBO w wadze średniej wygrywając jednogłośnie na punkty z Arturem Akawowem[127].
- Colleferro – Emanuele Blandamura zdobył wakujący tytuł mistrza Europy (EBU) w wadze średniej wygrywając niejednogłośnie na punkty z Matteo Signanim.

 9 grudnia 
- Guadalajara – zmarł Alejandro González, czołowy bokser wagi junior piórkowej; został zastrzelony][128].

 10 grudnia 
- Manchester – Anthony Joshua obronił tytuł mistrza świata IBF w kategorii ciężkiej wygrywając przez techniczny nokaut w 3. rundzie z Éricem Moliną[129].
Khalid Yafai zdobył wakujący tytuł mistrza świata WBA w kategorii junior koguciej po pokonaniu jednogłośnie na punkty dotychczasowego mistrza Luisa Concepcióna, który utracil tytuł wskutek niemożności utrzymania wagi.
Dillian Whyte (waga ciężka) pokonał niejednogłośnie na punkty Derecka Chisorę[130].
Luis Ortiz (waga ciężka) pokonał przez techniczny nokaut w 7. rundzie Davida Allena[131].
- Los Angeles – Jermall Charlo obronił tytuł mistrza świata IBF w kategorii lekkośredniej wygrywając przez nokaut w 5. rundzie z Julianem Williamsem[132].
Abner Mares zdobył tytuł mistrza świata WBA w wadze piórkowej po wygranej niejednogłośnie na punkty z dotychczasowym mistrzem Jesusem Cuellarem[133].
- Auckland – Joseph Parker zdobył wakujący tytuł mistrza świata WBO w wadze ciężkiej wygrywając niejednogłośnie na punkty z Andym Ruizem[134].
- Omaha – Terence Crawford obronił tytuły mistrza świata WBC i WBO w wadze lekkopółśredniej wygrywając przez techniczny nokaut w 8. rundzie z Johnem Moliną[135].

 14 grudnia 
- Nakhon Ratchasima – Thammanoon Niyomtrong obronił tytuł mistrza świata WBA w wadze słomkowej wygrywając na punkty z Shinem Ono.

 17 grudnia 
- Inglewood – Ołeksandr Usyk obronił tytuł mistrza świata WBO w wadze junior ciężkiej wygrywając przez nokaut w 9. rundzie z Thabiso Mchunu[136].
Joe Smith Jr. znokautował w 8. rundzie Bernarda Hopkinsa[137].
- Hangzhou – Nehomar Cermeño obronił tytuł mistrza świata WBA w wadze junior piórkowej wygrywając na punkty z Qiu Xiaojun.
- Saint-Denis – Hassan N’Dam N’Jikam zdobył tymczasowy pas mistrza świata WBA w wadze średniej wygrywając przez nokaut w 1. rundzie z Alfonso Blanco[138].
- Helsinki – Edis Tatli obronił tytuł mistrza Europy (EBU) w wadze lekkiej wygrywając przez techniczny nokaut w 9. rundzie z Manuelem Lancią.

 30 grudnia 
- Tokio – Naoya Inoue obronił tytuł mistrza świata WBO w wadze junior koguciej wygrywając przez techniczny nokaut w 6. rundzie z Kōhei Kōno.
Akira Yaegashi obronił tytuł mistrza świata IBF w wadze junior muszej wygrywając przez techniczny nokaut w 12. rundzie z Wittawasem Basapeanem[139].

 31 grudnia 
- Tokio – Jezreel Corrales obronił tytuł supermistrza świata WBA w wadze junior lekkiej wygrywając niejednogłośnie na punkty z Takashim Uchiyamą.
Ryoichi Taguchi obronił tytuł mistrza świata WBA w wadze junior muszej po remisie z Carlosem Canizalesem[140].
- Kioto – Kazuto Ioka obronił tytuł mistrza świata WBA w wadze muszej wygrywając przez techniczny nokaut w 7. rundzie z Yutthana Kaensą.
Yukinori Oguni zdobył tytuł mistrza świata IBF w wadze junior piórkowej po pokonaniu jednogłośnie na punkty obrońcy pasa Jonathana Guzmána[140].
- Gifu – Kōsei Tanaka zdobył wakujący mistrza świata WBO w wadze junior muszej wygrywając przez techniczny nokaut w 5. rundzie z Moisésem Fuentesem[141].